# Кааманьо, Роберто
Робе́рто Каама́ньо (исп. Roberto Caamaño; 7 июля 1923, Буэнос-Айрес, Аргентина — 8 июня 1993, там же) — аргентинский композитор, пианист, дирижёр и педагог.

## Биография
Учился в Национальной консерватории в Буэнос-Айресе. Выступал как пианист в странах Латинской Америки и в США. В 1949—1952 годах преподавал в Национальном университете Литораля. С 1955 года преподавал в Института церковной музыки в Буэнос-Айресе, а с 1956 года руководил кафедрой инструментовки и пианистического мастерства в Национальной консерватории. В 1961—1964 годах художественный руководитель театра «Колон». С 1964 года профессор (композиция и оркестровка) Католического университета в Буэнос-Айресе (с 1966 года декан факультета музыкального искусства и науки). с 1969 года — президент Аргентинского Совета по музыке.

## Сочинения
- 2 концерта для фортепиано с оркестром (1957, 1971)
- «Американские вариации» для оркестра / Variaciones americanas (1954)
- «Музыка» для струнного оркестра (1957)
- «149-й псалом» для солиста, хора и оркестра (1947)
- «Жёлтые баллады» для голоса и фортепиано (на тексты Федерико Гарсии Лорки)